# Partito Comunista del Nepal (Marxista-Leninista) (2002)
Il Partito Comunista del Nepal (Marxista-Leninista) è un partito politico nepalese fondato nel 2002 dalla componente contraria allo scioglimento dell'omonimo partito, ossia il Partito Comunista del Nepal (Marxista-Leninista) che era stato fondato nel 1998.
L'ex segretario Chandra Prakash Mainali si oppose a tale riunificazione e guidò un gruppo di minoranza nel ricostituire per la terza volta il PCN(ml), di cui divenne segretario generale. Attualmente, il PCN(ml) fa parte del Fronte Unito della Sinistra.
In occasione delle elezioni parlamentari del 2008 ha ottenuto l'1,6% dei voti, conquistando otto seggi. Alle successive elezioni parlamentari del 2013 ha ottenuto l'1,4% dei voti con cinque seggi.